# Serra de São Domingos
A Serra de São Domingos é uma serra do estado de Minas Gerais. Está localizada na cidade de Poços de Caldas tendo várias belezas naturais, tendo sido tombada em 1989, pela Constituição do Estado, como Patrimônio Paisagístico e Monumento Natural de Minas Gerais.
Sua formação está vinculada aos mesmos processos que deram origem à Serra da Mantiqueira e seu ponto culminante é o Morro de São Domingos, com 1686 metros de altitude, onde está instalado o monumento do Cristo Redentor, inaugurado em 1958, um dos maiores atrativos turísticos da região, atingindo 30 metros de altura, sendo 14 metros de pedestal e 16 metros de imagem, tendo sido revitalizado pela administração municipal em 2022.
O local é acessível por meio do teleférico, considerado o maior do país, com percurso de 1.500 metros e torres que chegam a 20 metros de altura.
Também é possível acessar o local a pé, por meio da trilha, que tem início na Fonte dos Amores, ou por meio de acesso pela Estrada do Cristo.
No local, além da exuberante vista há outras atrações, como o Aquário de Poços de Caldas, com peixes de águas doce e salgada, estrelas-do-mar, tartarugas e tubarões;
No trecho posterior do Morro de São Domingos há ainda a Rampa de Voo, com uma vista espetacular, e a possibilidade de praticar o voo livre.
O Morro de São Domingos é uma referência na cidade, sendo, além do turismo, muito conhecido e utilizado para esportes, desde trilhas, caminhadas, voo livre e montain bike – com a tradicional Subida do Cristo, que faz parte da Rota do Vulcão; *
Fonte: * 